# Marina militare della Repubblica Islamica dell'Iran
La Marina Militare della Repubblica Islamica dell'Iran è la forza navale militare iraniana, parte integrante delle Forze armate dell'Iran.

## Storia
Essa affonda le sue radici nella Marina Imperiale Iraniana, creata nel 1927 per tutelare l'allora regno di Persia. La marina fu distrutta dagli Alleati durante la seconda guerra mondiale e riattivata dopo la fine del conflitto. L'armamento acquisito durante gli anni sessanta del ventesimo secolo era prevalentemente britannico, come alcune fregate costruite dalla Vosper. Dopo l'avvento della Repubblica Islamica nel 1979 vi fu un blocco delle forniture militari statunitensi ed inglesi. La marina iraniana è stata poco impegnata durante la guerra Iran-Iraq ma ha avuto alcuni duri confronti con la US Navy (in particolare durante l'operazione Praying Mantis) nei quali ha perso una fregata affondata con missili Harpoon.

## Presente
A tutto il 2012 la marina iraniana dispone di tre fregate della classe Alvand da 1100 tonnellate costruite dalla Vosper e dalla Vickers negli anni settanta, e tre corvette (due da 1100 t della classe Bayandor ed una, la Hamzeh da 560 t), nella sua base principale di Bandar Abbas appoggiate da tre sommergibili russi della classe Kilo, nonché da minisottomarini locali delle classi Ghadir e Nahang I sottomarini della classe Kilo sono considerati tra i più silenziosi diesel-elettrici al mondo. Nel gennaio 2012 è stato varato il primo battello della nuova classe Fateh ("conquistatore" in farsi), da circa 600 t in immersione e costruito in Iran, ed è in sviluppo la futura classe Bethat da 1000 t. Sono in corso tentativi di sviluppare una nuova generazione di fregate costruite in loco, e nel 2010 è stata varata la Jamaran, primo esemplare della classe Mowj, una fregata leggera da 1500 t, e per le restanti navi è previsto l'impiego sia nel Golfo Persico che nel Mar Caspio; la nave è dotata di elicottero Agusta-Bell AB 212, lanciasiluri leggeri antisom da 324 mm ed 8 missili antinave Noor / C-802.
La marina iraniana è dotata di fanteria di marina, ma analoga capacità hanno i Pasdaran, organizzazione paramilitare parallela dotata di forze di terra, di mare e di aria, comprese forze speciali.
Sono in corso tentativi di sviluppare una capacità operativa di altura, e anche in questo senso va vista la visita effettuata nel Mediterraneo dalla 18ª flotta iraniana, composta da un cacciatorpediniere ed una nave logistica, durante il febbraio del 2012. Secondo il contrammiraglio Habibollah Sayyari, questa presenza serve a mostrare la potenza del paese ed il sacro sistema della Repubblica Islamica dell'Iran. Inoltre lo scopo è quello di addestrare i cadetti della Imam Khomeini Naval Academy, posta sul Mar Caspio a Noshahr, nella provincia di Mazandaran. La nave classificata come cacciatorpediniere è in realtà, come identificabile dal pennant number 76 visibile nella foto, proprio la fregata Jamaran
Oltre ai sottomarini la vera forza ed il nerbo delle forze navali iraniane sono le unità leggere e sottili, dalle motosiluranti ai motoscafi armati, dalle motocannoniere alle motolance veloci, che, in numerose classi diverse, contribuiscono al controllo degli imbocchi del golfo persico e le coste iraniane. La marina iraniana (accanto ai Pasdaran, dotati pare anche di barchini esplosivi sul modello della X MAS della seconda guerra mondiale) ha adottato una dottrina da nuova Jeune école, ritenendo che una miriade di piccole e piccolissime unità, ben armate (missili anti nave anche leggerissimi come i C-701, missili contro carro modificati, siluri), in qualche caso anche furtive (a radar e all'infrarosso, con capacità di avanzare a moto ridotto in modo silenzioso), possano rappresentare un'ottima alternativa, nei compiti anti nave, rispetto alle grandi unità. Soprattutto in un mare a basso fondo e di modesta estensione come il Golfo Persico, in cui i problemi d'autonomia e di tenuta di mare sono meno importanti che negli oceani. Anche accettando di costruire unità prive di capacità reali contro-aeree e con limitate od assenti capacità anti-som, ma contemporaneamente di operare da qualsiasi sorgitore.
Accanto a questa flotta di unità "zanzara" esistono postazioni d'artiglieria anti nave-anti sbarco dotate di missili, cannoni, e missili anti aerei, e numerose unità posa mine-draga mine, con mine di varia provenienza, progettate sia dalle aziende locali, sia da quelle russo-sovietiche, nord-coreane, cinesi, e persino riproduzioni di mine americane ed inglesi degli anni '60-'70. La guerra di mine è molto importante nel Golfo Persico e nelle acque circumvicine, proprio perché i fondali sono bassi e ben adatti ad essere minati, anche con mine magnetiche, acustiche e silurante.
In questo modo si riesce a costruire una serie di difese di sbarramento e di profondità negli stretti di Hormuz, in grado di imbrigliarli anche a marine con capacità superiori a quella iraniana.

## Mezzi aerei
Sezione aggiornata annualmente in base al World Air Force di Flightglobal del corrente anno. Tale dossier non contempla UAV, aerei da trasporto VIP ed eventuali incidenti accorsi durante l'anno della sua pubblicazione. Modifiche giornaliere o mensili che potrebbero portare a discordanze nel tipo di modelli in servizio e nel loro numero rispetto a WAF, vengono apportate in base a siti specializzati, periodici mensili e bimestrali. Tali modifiche vengono apportate onde rendere quanto più aggiornata la tabella.
| Aeromobile                  | Origine            | Tipo                                                                      | Versione (denominazione) | In servizio (2024) | Note | Immagine |
| Aerei per impieghi speciali |                    |                                                                           |                          |                    | |          |
| Fokker F27 MPA              | Paesi Bassi        | aereo da pattugliamento marittimo                                         | F27 MPA                  | 1                  | |          |
| Dassault Falcon 20          | Francia            | aereo da pattugliamento marittimo                                         | Falcon 20 MPA            | 1                  | |          |
| Aerei da trasporto          |                    |                                                                           |                          |                    | |          |
| Fokker F27 Friendship       | Paesi Bassi        | aereo da trasporto tattico                                                | F27                      | 2                  | |          |
| Elicotteri                  |                    |                                                                           |                          |                    | |          |
| Agusta-Bell AB 212 ASW      | Italia             | elicottero antisommergibile                                               | AB 212ASW                | 8                  | |          |
| Agusta ASH-3 Sea King       | Stati Uniti Italia | elicottero antisommergibileelicottero utility elicottero da trasporto VIP | ASH-3D                   | 8                  | 20 ASH-3D antisommergibile di costruzione Agusta consegnati tra il 1971 ed il 1977, alcuni dei quali trasformati in elicotteri utility e da trasporto VIP. |          |
| Sikorsky RH-53 Sea Stallion | Stati Uniti        | elicottero pesante multiruolo                                             | RH-53D                   | 6                  | |          |
| Mil Mi-17 Hip               | Russia             | elicottero utility                                                        | Mi-171                   | 5                  | |          |